# Maxtla
Maxtla († 1428) war bis zu seinem Tode Herrscher des zum Reich der Tepaneken gehörenden Stadtstaates Azcapotzalco. Er folgte seinem Vater Tezozómoc auf den Thron, vermutlich nachdem er seinen älteren Bruder Tayauh ermordet hatte.
Unter seiner Herrschaft erlebte die ehemalige Großmacht Azcapotzalco einen dramatischen Niedergang. An die Stelle der vormals freundlichen Beziehungen mit den Méxica von Tenochtitlán trat nun eine Phase politischer Spannungen, die in der Ermordung des Oberhauptes der Méxica und Enkels Tezozómocs, Chimalpopoca, im Jahre 1426 gipfelte.
Bei der Belagerung von Tenochtitlán konnte Itzcóatl, Chimalpopocas Nachfolger, unterstützt durch verbündete Stadtstaaten (unter anderem Texcoco und Tlacopán) Maxtla erfolgreich zurückwerfen. Azcapotzalco wurde geplündert und Maxtla eigenhändig von Nezahualcóyotl, dem Herrscher von Texcoco, im Rahmen einer Opferzeremonie getötet. Die Siegermächte gaben ihrem Bund eine offizielle Form und bildeten den aztekischen Dreibund. Damit legten sie den Grundstein für das spätere Aztekenreich.